# Semyel Bissig
Semyel Bissig (19 gennaio 1998) è uno sciatore alpino svizzero.

## Biografia
Originario di Grafenort di Engelberg e fratello di Carole e Chiara, a loro volta sciatrici alpine, Bissig, attivo dal dicembre del 2014, ha esordito in Coppa Europa il 28 gennaio 2016 a Zuoz in slalom gigante e in Coppa del Mondo il 12 novembre 2017 a Levi in slalom speciale, in entrambi i casi senza completare la prova. Il 2 febbraio 2021 ha conquistato a Folgaria in slalom gigante la prima vittoria, nonché primo podio, in Coppa Europa e ai successivi Mondiali di Cortina d'Ampezzo 2021, sua prima presenza iridata, si è classificato 5º nella gara a squadre; ai Mondiali di Courchevel/Méribel 2023 si è classificato 5º nella gara a squadre e non si è qualificato per la finale nel parallelo. Non ha preso parte a rassegne olimpiche.

## Palmarès

### Mondiali juniores
- 3 medaglie:
  - 1 oro (gara a squadre a Davos 2018)
  - 1 argento (combinata a Davos 2018)
  - 1 bronzo (supergigante a Åre 2017)

### Coppa del Mondo
- Miglior piazzamento in classifica generale: 75º nel 2021

#### Coppa del Mondo - gare a squadre
- 1 podio:
  - 1 secondo posto

### Coppa Europa
- Miglior piazzamento in classifica generale: 14º nel 2021
- 1 podio:
  - 1 vittoria

#### Coppa Europa - vittorie
| Data            | Località | Paese  | Specialità |
| --------------- | -------- | ------ | ---------- |
| 2 febbraio 2021 | Folgaria | Italia | GS         |

Legenda:

GS = slalom gigante

### Australia New Zealand Cup
- Miglior piazzamento in classifica generale: 12º nel 2020
- 1 podio:
  - 1 terzo posto

### Campionati svizzeri
- 1 medaglia:
  - 1 argento (slalom gigante nel 2020)